# Marcus Camby
Marcus Dion Camby (* 22. März 1974 in Hartford, Connecticut) ist ein ehemaliger US-amerikanischer Basketballspieler. Er war bekannt für seine Stärke bei Rebounds und beim Blocken von gegnerischen Würfen, aber auch für seine Schwäche in der Offensive. In seiner Karriere wurde er unter anderem einmal zum NBA Defensive Player of the Year gewählt.

## Karriere
Camby spielte zunächst für die University of Massachusetts Amherst unter Trainer John Calipari. 1996 erreichte UMass mit Camby das Final Four der NCAA Division I Basketball Championship. Camby wurde am Ende der Saison zum Collegespieler des Jahres ausgezeichnet und wechselte im Anschluss, nach insgesamt drei Jahren am College, in die NBA.
Im NBA-Draft 1996 wurde er von den Toronto Raptors an insgesamt zweiter Stelle gedraftet, wo er auch zwei Jahre lang spielte. 1997 wurde er in das NBA All-Rookie First Team berufen.
Anschließend spielte er vier Jahre lang für die New York Knicks, mit denen er 1999 das NBA-Finale erreicht, sowie sechs Jahre bei den Denver Nuggets. Bei den Nuggets hatte er seine sportlich erfolgreichste Zeit und wurde 2007 mit dem NBA Defensive Player of the Year Award ausgezeichnet.
Danach spielte er zwei Jahre für die Los Angeles Clippers und zwei weitere für die Portland Trail Blazers. 2012 wurde er von den Blazers zu den Houston Rockets getradet, für die er bis Saisonende spielte.
Nachdem sein Vertrag ausgelaufen war, unterzeichnete Camby zur Saison 2012/2013 einen Vertrag über 3 Jahre bei den New York Knicks, für die er bereits von 1998 bis 2002 spielte. Im Gegenzug erhielten die Rockets die Spieler Toney Douglas und Josh Harrellson von den Knicks.
Nach einem Jahr wurde er zu seinem ersten NBA-Klub, den Toronto Raptors, transferiert, aber bereits nach sieben Tagen wieder entlassen.
Anschließend wurde er erneut von den Houston Rockets verpflichtet, sein Vertrag vor Saisonbeginn allerdings direkt wieder aufgelöst.

## Erfolge und Auszeichnungen
- NBA Defensive Player of the Year Award 2007
- 2× NBA All-Defensive First Team: 2007, 2008
  - 2× NBA All-Defensive Second Team: 2005, 2006
- NBA All-Rookie First Team 1997
- 4× bester Shotblocker der NBA: 1998, 2006, 2007, 2008

### Karrierebestleistungen
- 37 Punkte vs. Atlanta Hawks (23. März 1997)
- 24 Rebounds – 4 mal
- 10 Assists vs. Seattle SuperSonics (16. März 2008)
- 11 Blocks – 2 mal
- 6 Steals vs. Washington Wizards (21. Dezember 2005)